# Novooleksandrivka, Dnipro
Novooleksandrivka (în ucraineană Новоолександрівка) este localitatea de reședință a comunei Novooleksandrivka din raionul Dnipro, regiunea Dnipropetrovsk, Ucraina.

## Demografie
Componența lingvistică a localității Novooleksandrivka
     Ucraineană (79,74%)
     Rusă (19,35%)
     Alte limbi (0,32%)
Conform recensământului din 2001, majoritatea populației localității Novooleksandrivka era vorbitoare de ucraineană (79,74%), existând în minoritate și vorbitori de rusă (19,35%).